# Institut d'art contemporain de Miami
L'Institut d'art contemporain de Miami (Institute of Contemporary Art, Miami ou ICA Miami) est un nouvel espace d'exposition d'art contemporain à Miami, dans le quartier du design. Son ouverture est prévu en décembre 2017.

## Historique
La construction a été décidée fin 2014 par Norman Braman, magnat de la concession automobile. L'inauguration est prévue en décembre 2016, puis décembre 2017. La directrice du musée, Ellen Salpeter, vient du Jewish Museum de New York.

## Localisation
Ce musée est situé dans le quartier du design (the Miami Design District).

## Description
La façade est formée de triangles métalliques et de panneaux de verre éclairés, surplombant un jardin de sculptures. Le rez-de-chaussée est réservé aux collections permanentes et à la mise en avant d'artistes émergents; Les deuxièmes et troisièmes étages, ouverts sur le jardin, sont prévus pour des expositions temporaires